# Tang Fei
Tang Fei (Shanghái, 4 de abril de 1983) es una escritora china de ciencia ficción y fantasía, fotógrafa documental y bailarina. Fei ha escrito reseñas literarias que se han publicado en Jinji Guancha-bao (The Economic Observer).

## Trayectoria
En sus comienzos, Fei publicó en revistas como Science Fiction World, Jiuzhou Fantasy y Fantasy Old and New utilizando diversos seudónimos. Toca distintos géneros literarios, incluyendo el realismo mágico o el wuxia, y se inspira en la vida cotidiana de Pekín, donde reside habitualmente. 
Sus títulos son a veces engañosos, llevándonos deliberadamente a malinterpretaciones en el chino original, que se conservan retitulando las obras en inglés, con la aprobación de la autora, como es el caso de Huangse Gushi 黄色故事 (literalmente, Historia amarilla) que fue traducido por Ken Liu como Call Girl en inglés, y como Chica de compañía en la traducción española realizada por Manuel de los Reyes. Esta obra fue publicada en España en la antología Planetas invisibles en 2017. El título juega con el lector, que espera leer una historia sobre sexo al encontrar a una joven de instituto que espera ganar dinero con una cita, y que resulta ser algún tipo de Sherezade fantástica. 
El tema de los contadores de cuentos volvió a retomarlo en su relato breve Pepe, y en A Universal Elegy trató de nuevo el tema de dar sentido a la existencia través de las historias.
También en 2017 se publicó A Collection of Tangfei's SF, una compilación en inglés de 170 páginas con cinco de sus historias cortas.